# 手帳強奪事件
手帳強奪事件（てちょうごうだつじけん）は、公明党の元国会議員である伏木和雄、大川清幸、黒柳明の3人が同党の元委員長矢野絢也の手記、備忘録が記された手帳を強奪したとされた事件である。

## 手帳の強奪報道
大川らが手ぶらで帰ったことを、公明党幹部から叱責され、同日の夜、3名が再度、矢野宅に来訪し、手帳のほかに資料はないかと家探しをし、検分し、寄付の強要までし、「極秘メモ」約１００冊の手帳を無理矢理に持ち去ったという。この報道に対し大川らは週刊現代や発行元の講談社、矢野を名誉毀損で東京地裁に民事告訴した。また矢野は大川らに対し手帖返還請求の訴えを起こした。

## 裁判

### 東京地裁判決
2007年12月21日、東京地裁は週刊現代による一連の記事の虚偽性を認定、原告らが「精神的苦痛を被ったことが認められる」として330万円の賠償と同誌への謝罪広告掲載を命じる判決を言い渡した。一方、矢野が求めていた手帖返還については請求を棄却となった。判決では「被告は、原告らの求めに応じ、自らの意思に基づき、本件手帖等を交付し、被告矢野宅内を案内したことが認められ」「被告の強い抗議にもかかわらず家捜しを2回にわたって強行したとの事実は認められない」と合意の上で手帖が渡されたものと認定した。

### 東京高裁判決
2009年3月27日、東京高裁（南敏文裁判長）は「元議員らは矢野元委員長に対し、多数の創価学会員や公明党員が危害を加えるかもしれないと脅して手帳を渡させ、妻の部屋まで捜索してプライバシーを侵害した」として、週刊現代による3人への名誉毀損を認めず逆にプライバシーの侵害だとする矢野の主張を全面的に認め、持ち去った手帳の返却と合わせて300万円の支払いを命令。逆転敗訴となった3人は上告した。

### 上告棄却
2009年9月1日、最高裁判所第三小法廷（田原睦夫裁判長）は控訴審判決を支持、上告を受理しない決定を下し、実質矢野の勝訴、創価学会の敗訴が確定した。

### 関連裁判
週刊新潮が谷川佳樹・創価学会副会長が矢野を脅迫したとの記事を掲載したとして、谷川氏が矢野氏と新潮社に計1100万円の損害賠償を請求する裁判を起こす。
2011年1月20日、東京地裁（浜秀樹裁判長）は谷川が矢野への脅迫した事実は認定したが「記述の重要部分が真実と証明できていない」とし、谷川の「人命に関わるかもしれない」との発言が、証拠とされる録音テープから確認できないとして、「殺人さえ想起しかねない印象的な表現で、この点について真実との証明がない」と判断。新潮社に対してのみ33万円の損害賠償の支払いを命じた。